# MAID iN HEAVEN 〜愛という名の欲望〜
『MAID iN HEAVEN 〜愛という名の欲望〜』（メイド イン ヘブン あいというなのよくぼう）は1998年12月18日にPILより発売された18禁メイド生活体験シミュレーションゲーム。発売当初は「めいどいんへぶん MAID iN HEAVEN 〜愛という名の欲望〜」というひらがな表記が併記されていたが、後のシリーズで「MAID iN HEAVEN」に統合されていったため、本項では英語表記を採っている。
本項では、2005年に発売されたリニューアル版『MAID iN HEAVEN SuperS』についても解説する。

## 概要
ストーンヘッズのSM専門レーベルPILの転機となった作品。それまでSM専門として淫靡で陰鬱な作品を作ることが多かった同社だったが、本作は底抜けに明るく安穏とした日常が続く作品となった。もちろんSMプレイにはこだわりを見せており、マニアックなプレイも用意されているが、一貫して明るい作風となっている。200枚を越えるCGが売りであった。
その後同社はSM以外のゲームを開発する新ブランドCODEPINKを立ち上げ、SMとは違う傾向のゲームを発売している。
ゲームシステムは単純なコマンド選択式のアドベンチャーゲームであり、選択肢を選ぶことによってメイドさんのパラメータが変動しゲーム進行に影響するようになっている。

## ストーリー
主人公松戸祐介は、安月給で働くサラリーマン。幽霊が出るという噂がある部屋だが、格安だからと都内のアパートの204号室に住むという物怖じしない性格である一方、よく巨乳のメイドさんを求める助平なところもあった。
そんなある日、パチンコから帰ってきた彼の部屋の前に座っていたメイド服の少女。彼を「お兄ちゃん」と呼ぶ彼女は幼馴染のなぎさだった。彼女は祐介のためにメイドになってやってきたのだという。長年の夢がかなった祐介は、さっそくなぎさとのラブラブメイド生活を始めるのだった。

## 登場人物
音声があるのはリニューアル版である『MAID iN HEAVEN SuperS』のみ。
松戸祐介（まつど ゆうすけ）
声：一条和矢
実家の家業を継ぐのが嫌でとある田舎から上京。都内のアパートに住むサラリーマン。重度のメイドフェチで巨乳フェチ。深いことは考えず、とにかく自分のもとに転がり込んできた巨乳メイド、なぎさとひたすらラブラブ生活を送る。誕生日は2月28日。なお、名前と誕生日は変更可能。
なぎさ
声：ダイナマイト亜美
祐介の幼馴染である、5歳年下の女性。身長155cm、体重は秘密。スリーサイズは上から88-58-98。好きな食べ物は納豆。誕生日は4月1日（変更可能）。一途に祐介のことを想い、高校卒業を機に母親のへそくりを持ち出し奥多摩にあるメイド専門学校「パラダイス学園」にてメイドの修行を行なう。しかし学園に学費・寮費を含めた200万ほどの借金をしており、校長らによる「実施研修」の後に歌舞伎町で働かされるはめになるのを嫌って逃亡、主人公のもとに転がり込んだ。ちなみにパラダイス学園は学校を装った売春組織であり、ゲーム開始早々、なぎさの協力によって警察に一斉摘発されている。
天然ボケでメイドとしての能力は未熟ながらも、祐介を心から愛し、過激な欲求であっても従うほど健気な性格である一方、「メイドを雇うのにふさわしいお屋敷を建てるため」という名目で家計の全てを握るしたたかさも見せる。
ジョー・スパロツキス声：浜五郎
アダルトグッズ販売店「爆乳小屋」の店主。祐介をベトナム戦争時代の戦友スティーブ・ワシントンと思い込んでおり、祐介の方もめんどくさいので調子を合わせている。毎日なぎさから500円もらえるお小遣いを使ってグッズを買うことで、夜のエッチのコマンドが増える。セーブ数を増やすアイテムや音楽鑑賞、CG鑑賞、スタッフロールといったシステムメニュー関係もこの店で購入する。

## スタッフ
- 制作総指揮：田所広成
- 企画/原画/キャラクターデザイン：キリヤマ太一
- シナリオ：まるちゃん（現：丸谷秀人）

## 主題歌
『MAID iN HEAVEN 〜愛という名の欲望〜』主題歌
- 「メイドさんRock'n Roll」
  - 歌：南ピル子、作詞：田所広成、作曲：田所広成、編曲：吉原かつみ

『MAID iN HEAVEN SuperS』主題歌
- 「メイドさんグルーヴィ」
  - 歌：南ピル子、作詞：桑島由一、作曲：milktub

## 関連作品
MAID iN HEAVEN 生乳版
2000年2月18日発売。CGを実際の女優を撮影した写真に置き換えた実写版。なぎさ役は99センチ、Gカップの朝倉まりあ。音声データは無いが、その分ムービーデータが追加されている。
MAID iN HEAVEN SM3800版
2002年1月25日発売。Windows 2000以降に対応した廉価版。ゲーム内容に変更は無し。
MAID iN HEAVEN SuperS
2005年3月18日発売。原画を全部描きなおしてフルボイス化したリニューアル版。オリジナル版と同じくキリヤマ太一が原画を描いているが、画風が変化しているのと彩色のタッチが変わっているためかなり印象は異なる。CGの解像度も上がっている。
CD「MAID iN HEAVEN SuperS」（プライエイド、GMCP-1009）
2005年8月10日発売。BGM、主題歌とエンディング曲に収録、歌は南ピル子。
タイピングSM 鞭打
2001年12月14日発売。PILのゲームを素材にしたタイピングゲーム。初級コースがメイドさんタイピングと題され、本作をテーマとしており、PCの日付に応じて季節イベントが発生する仕組みとなっている。
OVA『MAID iN HEAVEN SuperS』
『MAID iN HEAVEN SuperS』を原作とする成人向けOVAで、2005年にグリーンバニーより全2巻が発売された。
ファンブック
- 『ベスト・オブ・めいど・いん・へぶん-愛という名の欲望-』 コアマガジン、1999年7月。ISBN 4-87734-259-1
  - 1998年 ゲーム版のファンブック。

- 『MAID iN HEAVEN SuperS VSOP』 宙出版、2006年1月。ISBN 4-7767-9243-5
  - 2005年 リニューアルゲーム版のファンブック。

ノベライズ
- バリカン腱司 著 『MAID iN HEAVEN -愛という名の欲望-』 パラダイム、2005年8月。ISBN 4-89490-769-0
  - 本作ゲームに準拠したストーリー。

- バリカン腱司 著 『MAID iN HEAVEN SuperS』 パラダイム、2005年8月。ISBN 4-89490-772-0
  - 設定に若干アレンジを加えた、オリジナルストーリー。

## 反響
1998年に発売された本作はメイドものの先駆的な作品であると同時に、男の妄想を具現化したような内容ゆえにエロゲー隆盛期以前のバカゲーとしても知られるようになった。
また、エンディングテーマである「メイドさんロックンロール」は歌詞の内容の過激さから電波ソングとして知られている。
おたぽるの穴リスト猫はOVA版『MAID iN HEAVEN SuperS』について、「スカトロ表現を含む凌辱シーンが多いが、主人公が間抜けな上にヒロインが主人公に対して過剰な好意を抱いているため、小学生の男女のじゃれ合いに見える」と述べ、主人公が『この素晴らしい世界に祝福を!』のカズマに少し近いところがあると評している。
オリジナル版はフォルダ名が「巨乳メイド」、生乳版は「爆乳メイド」と登録されることも話題となった。